# Azatrephes orientalis
Azatrephes orientalis là một loài bướm đêm thuộc phân họ Arctiinae, họ Erebidae.